# 結花乃
結花乃（ゆかの、1月10日- ）は日本のシンガーソングライター。旧名はユカノ。静岡県富士市出身在住。

## 来歴・人物
静岡県富士市生まれのシンガー・ソングライター。富士市立須津中学校、静岡県立富士高等学校を経て、浜松医科大学医学部看護学科を卒業後、看護師を経てシンガーソングライターになった。イラストを描くのが好きで、活動に使うイラストを自身で制作している。
2014年
- ユカノとして音楽活動を始め、ライブハウスへ出演。

2016年
- 7月7日、ユカノ改め結花乃としてデビュー前のコンベンションライブを実施。
- 9月7日、デビューミニアルバム「花一匁」～はないちもんめ～をリリース。
- 12月17日、富士市工場夜景サミットへ楽曲を提供、イベント当日に歌唱披露。

2017年
- 2月1日、2ndミニアルバム「恋占」をリリース。
- 2月4日、富士市公式ブランドメッセージソング「いただきへの、はじまり」の作詞・作曲を手掛け披露。
- 6月7日、オリジナルシングル富士市ブランドメッセージソング「いただきへの、はじまり」をリリース。
- 11月29日、1stシングル「快速流れ星」をリリース。

2018年
- 5月2日、2ndシングル「糸電話・ぼくらのサンセット」をリリース。
- 5月20日、結花乃として最初のワンマンライブをYokohama O-STEで開催
- 8月 - 9月、NHKみんなのうたに「きんぎょすくい」を書き下ろす[3]。
- 9月12日 3rdシングル「きんぎょすくい」リリース
- 10月27日、2ndワンマンライブを地元静岡県富士市ロゼシアターで開催。

2019年
- 1月23日、恋んトスseason8の挿入歌「一緒に未来へ」を配信リリース。作詞は川嶋あい。
- 5月1日、1stフルアルバム「結花乃譚〜きんぎょすくい〜」リリース。

2020年
- 8月12日、埼玉県川越の愛和病院CMイメージソング「愛は」配信リリース。

2021年
- 2月、所属事務所株式会社ピースボイスエンターテイメントを退所。
- 10月16日、母校である静岡県立富士高等学校の創立100周年記念の歌「学び舎」「はじまりの鐘」の2曲を披露[4]。

## ディスコグラフィ
シングル
| ＃  | 発売日         | タイトル                                | 規格 | 規格品番 | 順位  |
| --- | -------------- | --------------------------------------- | ---- | -------- | ----- |
| -   | 2016年2月11日  | トントン～帰り道～ ライブハウス限定発売 | CD   | PVE-0012 |       |
| -   | 2017年6月7日   | いただきへの、はじまり                  | CD   | PVE-0025 |       |
| 1st | 2017年11月29日 | 快速流れ星                              | CD   | PVE-0028 | 199位 |
| 2nd | 2018年5月2日   | 糸電話・ぼくらのサンセット              | CD   | PVE-0029 | 122位 |
| 3rd | 2018年9月12日  | きんぎょすくい                          | CD   | PVE-0031 | 66位  |

ミニアルバム
| ＃  | 発売日       | タイトル                 | 規格 | 規格品番 |
| --- | ------------ | ------------------------ | ---- | -------- |
| 1st | 2016年9月7日 | 花一匁～はないちもんめ～ | CD   | PVE-0017 |
| 2nd | 2017年2月1日 | 恋占～こいうらない～     | CD   | PVE-0021 |
| 3rd | 2024年1月6日 | garden house             | CD   | YKNC-004 |

アルバム
| ＃  | 発売日       | タイトル                   | 規格 | 規格品番 |
| --- | ------------ | -------------------------- | ---- | -------- |
| 1st | 2019年5月1日 | 結花乃譚〜きんぎょすくい〜 | CD   | PVE-0035 |

タイアップ
| 曲                     | タイアップ                                                 | 収録版                                       |
| ---------------------- | ---------------------------------------------------------- | -------------------------------------------- |
| 花一匁                 | SBSテレビ「soleいいね！」2016年10月 - 12月                 | 1stミニアルバム「花一匁 ～はないちもんめ～」 |
| いただきへの、はじまり | 静岡県富士市公式ブランドメッセージソング                   | シングル「いただきへの、はじまり」           |
| 特別な場所             | 工場夜景サミットテーマソング                               | シングル「いただきへの、はじまり」           |
| 快速流れ星             | FM青森「ヒルモット」のエンディングテーマ                   | シングル「快速流れ星」                       |
| 糸電話                 | 日テレ系「バズリズム02」ピックアップ                       | シングル「糸電話・ぼくらのサンセット」       |
| きんぎょすくい         | 「みんなのうた」2018年8月 - 9月オンエア楽曲                | シングル「きんぎょすくい」                   |
| パチパチ、線香花火     | SBSテレビ「soleいいね！」2018年7月 - 9月エンディングテーマ | シングル「きんぎょすくい」                   |
| 一緒に未来へ           | TBS系列 恋んトス8 挿入歌                                   | アルバム 「結花乃譚」                        |
| 愛は                   | 愛和病院CMイメージソング                                   | 配信シングル「愛は」                         |
| 学び舎                 | 静岡県立富士高等学校創立100周年記念歌                      |                                              |
| はじまりの鐘           | 静岡県立富士高等学校創立100周年記念歌                      |                                              |